# Pärnu (flod)
Pärnu (estniska: Pärnu jõgi) är Estlands näst längsta flod med en längd av 145 km. Den har sin källa i sjön Allikajärv i Pandivere högland, centralt beläget i Estland nära byn Roosna-Alliku i kommunen Paide stad i landskapet Järvamaa. Floden rinner åt sydväst, passerar städerna Paide och Türi i Järvamaa och därefter över gränsen till landskapet Pärnumaa där den rinner igenom småköpingen Tori, köpingen Paikuse och staden Pärnu innan den slutligen mynnar i Pärnuviken i nordöstra Rigabukten.
Floden har flera bifloder, exempelvis Lintsi jõgi, Käru jõgi, Vändra jõgi och Sauga jõgi från höger, och Navesti jõgi och Reiu jõgi från vänster.

## Galleri

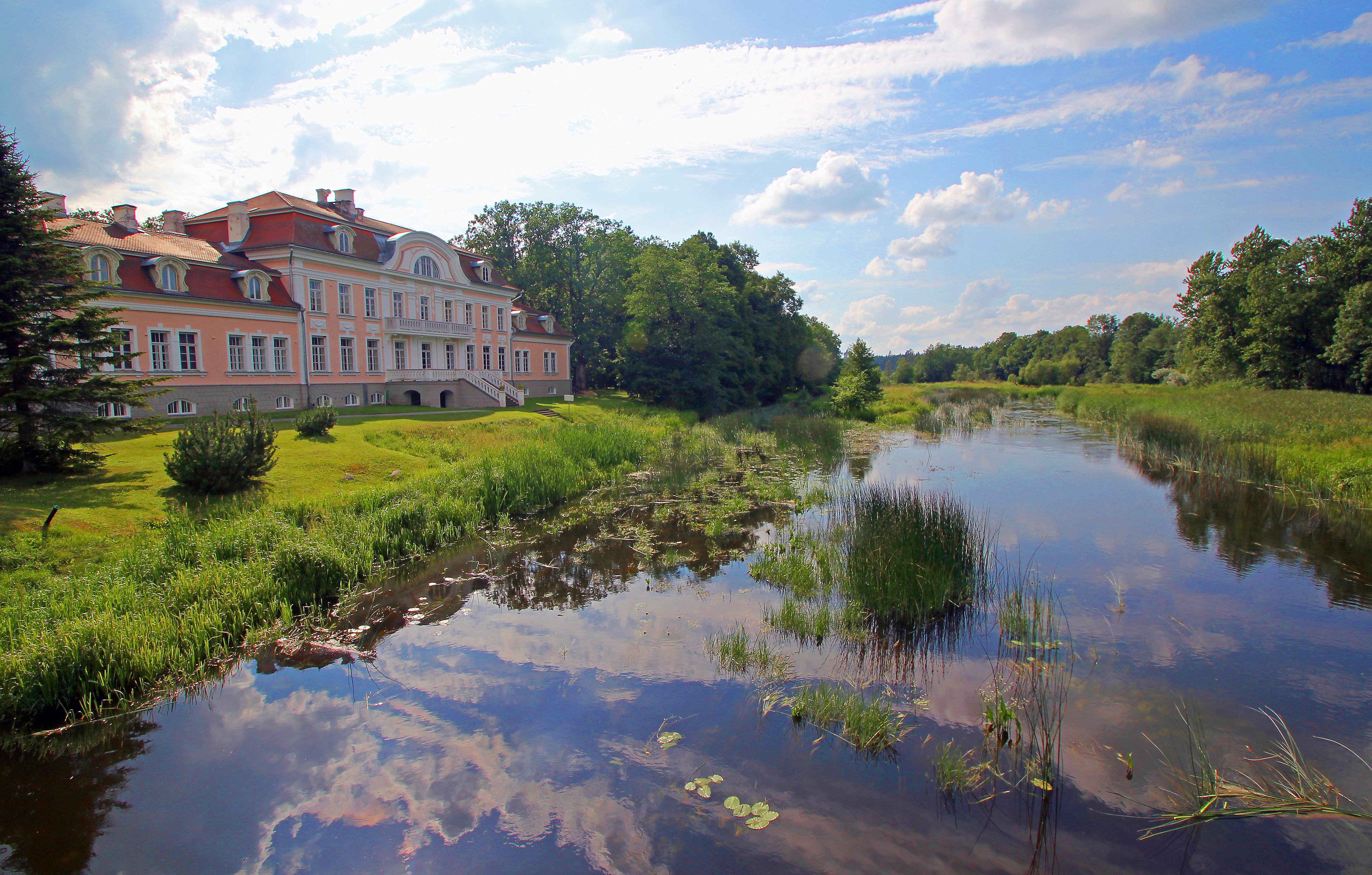
Laupa herrgård vid PärnuflodenPäikesetõus Pärnu jõel..jpg
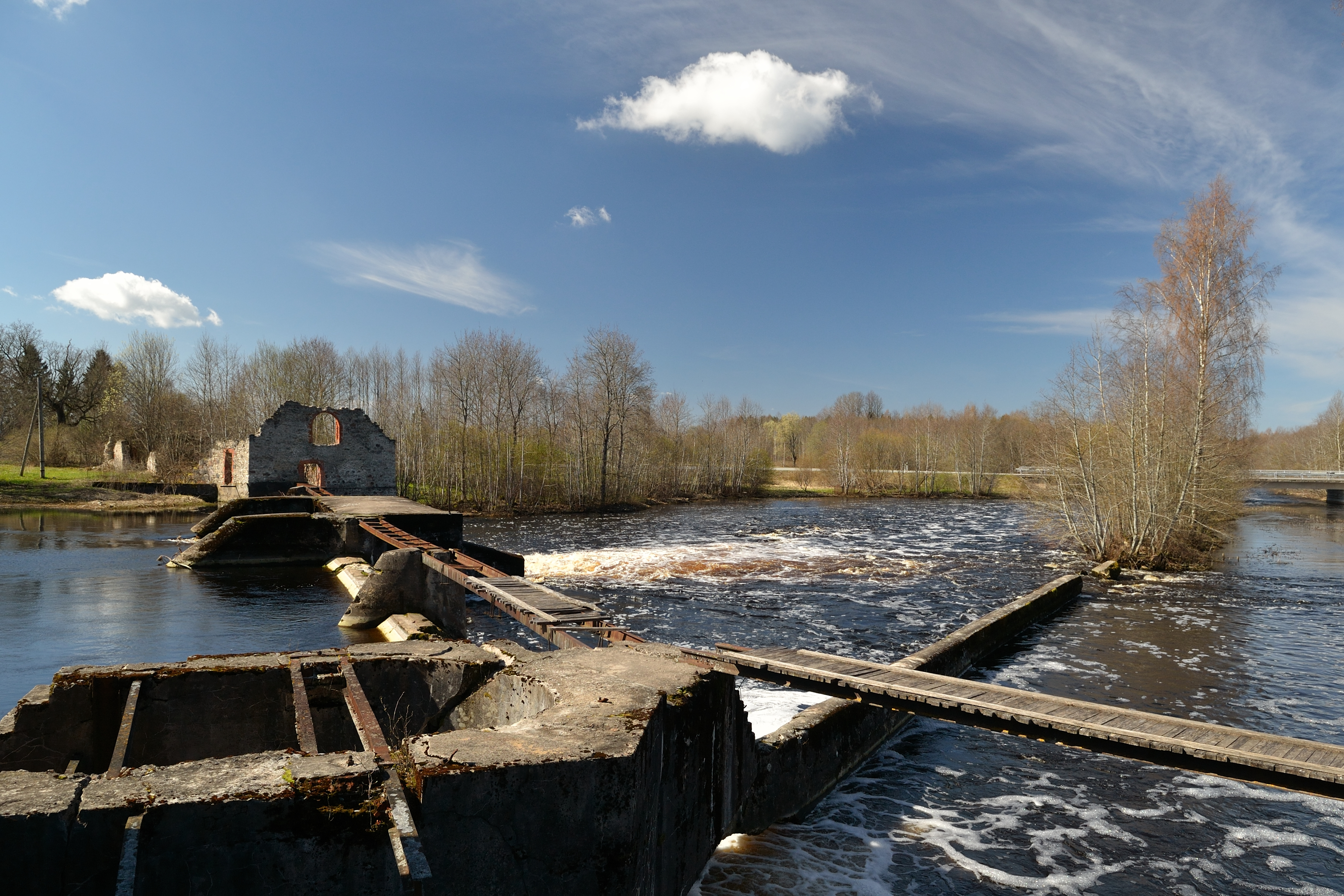
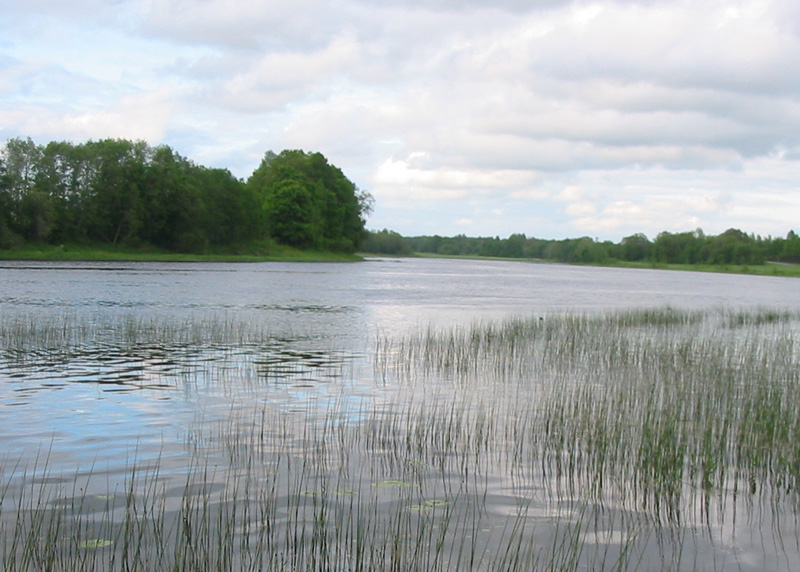
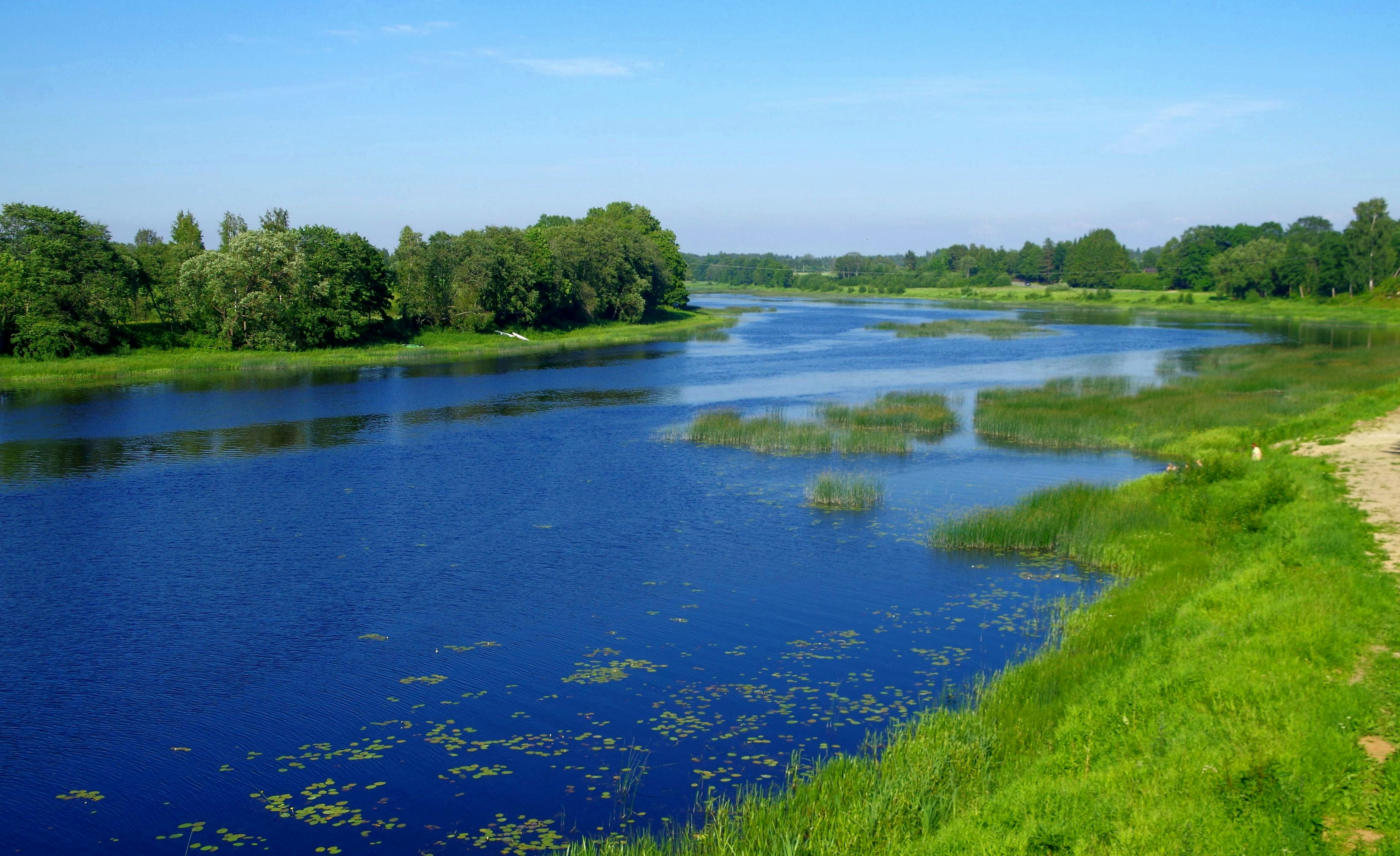
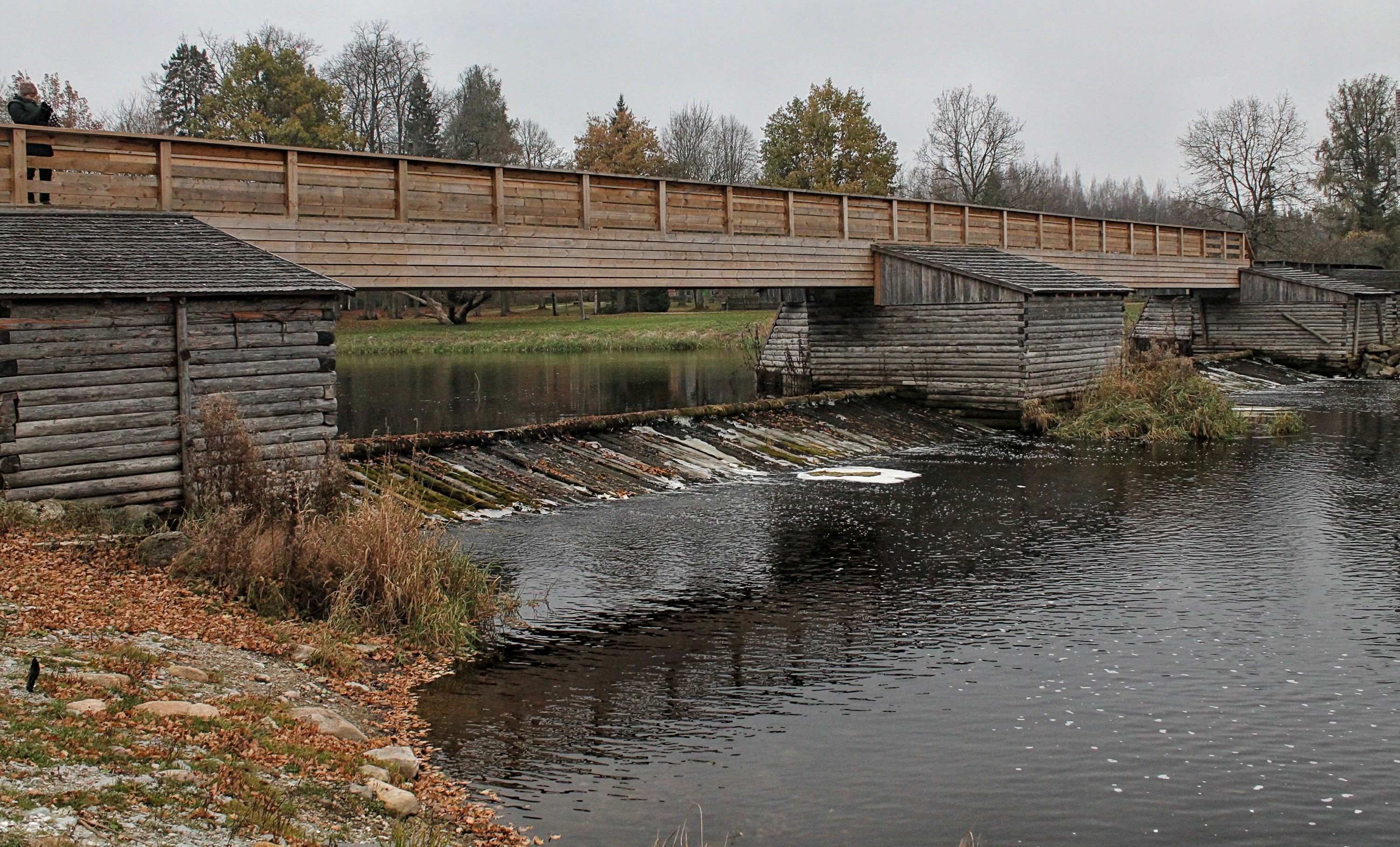